# Bluetooth з низьким енергоспоживанням
Bluetooth з низьким енергоспоживанням чи Bluetooth смарт (англ. Bluetooth low energy; скорочення BLE; також англ. Bluetooth smart) — технологія цифрової бездротової передачі даних (можливо стане відкритим стандартом по бездротовому зв'язку) з наднизьким енергоспоживанням і малим радіусом передачі (10 м), заснована на недорогих мікросхемах в передавальних пристроях. Станом на червень 2007 Wibree відомий як Bluetooth з ультра низьким енергоспоживанням (Bluetooth ultra low power), в 2008 перейменований в Bluetooth з низьким енергоспоживанням (Bluetooth low energy).

## Історія
У 2001 році дослідження компанії Nokia визначило кілька сегментів бездротових технологій, які на той момент були не охоплені. Концерн Nokia почав розробку технології, основаної на стандарті Bluetooth. Нова технологія повинна була забезпечити низьке енергоспоживання передавальних пристроїв і нижчу вартість устаткування в порівнянні з Bluetooth. Напрацювання були представлені в 2004 році під назвою Bluetooth Low End Extension («слабка» версія Bluetooth). За участю партнерів Nokia технологія розвивалася, і в жовтні 2006 року була представлена під брендом Wibree («Wi» — від wireless (укр. бездротовий) і «bree» — зі староанглійського «перехрестя»). Після переговорів у червні 2007 року з членами групи Bluetooth SIG (Special Interest Group), було отримано згоду на включення Wibree в наступну специфікацію Bluetooth в як Bluetooth-технології ультра низького енергоспоживання, тепер відомої як Bluetooth з низьким енергоспоживанням.

## Технічна інформація
Wibree призначена для роботи пліч-о-пліч з Bluetooth. Вона працює в діапазоні 2,4 Ггц із фізичною швидкістю передачі 1 Мбіт/с. Основні області застосування включають такі пристрої, як наручний годинник, бездротові клавіатури, іграшки та спортивні датчики, де низьке енергоспоживання є одним з ключових вимог. Технологія була анонсована 3 жовтня 2006 Nokia.
Wibree не призначений для заміни Bluetooth, а розробляється як доповнення до цієї технології. Wibree-пристрої будуть менш енергозатратними, ніж їх Bluetooth-колеги. Це особливо важливо в таких пристроях, як наручний годинник, де модулі Bluetooth можуть бути дуже великими і важкими, щоб було зручно. Заміна Bluetooth з Wibree зменшить габарити і вагу пристроїв.
Роберт Януччі, голова дослідницького центру Nokia (Nokia Research Centre), стверджує, що ця технологія в десять разів ефективніша, ніж Bluetooth.